# Grantia capillosa
Grantia capillosa és una espècie d'esponja calcària, marina i amb espícules formades per carbonat de calci. L'esponja pertany al gènere Grantia i a la família Grantiidae. El nom científic de l'espècie va ser publicat per primera vegada el 1862 per Oscar Schmidt.